# Persona (album de Mari Hamada)
Pour les articles homonymes, voir Persona.
Albums de Mari Hamada
Anti-Heroine
(20 mars 1993) Philosophia
(21 octobre 1998)
Compilations par Mari Hamada
All My Heart
(4 août 1994) Cats and Dogs
(7 octobre 1998)
Singles
1. Hey Mr. Broken Heart
Sortie : 24 janvier 1996
2. Antique
Sortie : 5 juin 1996

Persona est le 13e album original de Mari Hamada, sorti en 1996.

## Présentation
L'album sort le 11 mars 1996 au Japon sur le label MCA Victor de MCA Records, trois ans après le précédent album original de la chanteuse, Anti-Heroine ; entre-temps sont cependant sortis deux albums pour le marché étranger (Introducing... en 1993 et All My Heart en 1994) et une compilation pour le Japon (Inclination en 1994). Il atteint la 2e place du classement des ventes de l'Oricon, et reste classé pendant neuf semaines. Il restera le sixième album le plus vendu de la chanteuse. De même que ses autres albums, il est ré-édité le 15 janvier 2014 au format SHM-CD à l'occasion de ses 30 ans de carrière.
L'album est cette fois produit par Mari Hamada elle-même, toujours enregistré aux États-Unis avec des musiciens américains dont Michael Landau et Leland Sklar (Lee Ritenour joue aussi sur le premier morceau de l'album). Il contient treize chansons de genre plutôt pop-rock, dont seulement deux entièrement en anglais (Love Forever  et Can't get you close enough ). Deux d'entre elles étaient déjà parues sur son 17e single, Hey Mr. Broken Heart (avec Indian Summer en "face B"), sorti deux mois plus tôt le 24 janvier. Deux autres paraitront également sur le single suivant, Antique (avec Long Long way from Home en "face B"), qui sort trois mois après l'album, le 5 juin.

## Liste des titres
Toutes les paroles sont écrites par Mari Hamada (les pistes 5 et 12, en anglais, sont coécrites avec les compositeurs mentionnés).
| CD      | CD                         | CD                                                         | CD    | CD | CD | CD | CD | CD | CD |
| No      | Titre                      | Musique                                                    | Durée |    |    |    |    |    |    |
| ------- | -------------------------- | ---------------------------------------------------------- | ----- | -- | -- | -- | -- | -- | -- |
| 1.      | Luna Sympathy              | Mari Hamada, Yoichi Fujii                                  | 5:21  |    |    |    |    |    |    |
| 2.      | Hey Mr. Broken Heart       | Mari Hamada, Yoichi Fujii                                  | 5:50  |    |    |    |    |    |    |
| 3.      | Crazy Love                 | Mari Hamada, Hiroyuki Ohtsuki                              | 3:47  |    |    |    |    |    |    |
| 4.      | Indian Summer              | Mari Hamada, Yoichi Fujii                                  | 6:02  |    |    |    |    |    |    |
| 5.      | Love Forever               | Mari Hamada, S. Tyrell, S. Tyrell, K. Saviger, Jody Gray   | 4:55  |    |    |    |    |    |    |
| 6.      | Anemos                     | Mari Hamada                                                | 4:38  |    |    |    |    |    |    |
| 7.      | Antique                    | Mari Hamada, Takashi Masuzaki                              | 6:46  |    |    |    |    |    |    |
| 8.      | Distance (Lost in love)    | Mari Hamada, Yoichi Fujii                                  | 6:01  |    |    |    |    |    |    |
| 9.      | Long long way from home    | Mari Hamada, Hiroyuki Ohtsuki                              | 5:36  |    |    |    |    |    |    |
| 10.     | Be Yourself                | Mari Hamada, Joey Carbone                                  | 6:37  |    |    |    |    |    |    |
| 11.     | Umbrella                   | Mari Hamada, Hiroyuki Ohtsuki                              | 4:24  |    |    |    |    |    |    |
| 12.     | Can't get you close enough | Mari Hamada, Stephania Tyrell, Steve Tyrell, Kevin Saviger | 4:24  |    |    |    |    |    |    |
| 13.     | Soleil                     | Hiroyuki Ohtsuki                                           | 3:04  |    |    |    |    |    |    |
| 1:07:31 |                            |                                                            |       |    |    |    |    |    |    |

## Musiciens
- Guitare électrique : Michael Landau
- Guitare acoustique : Tim Pierce, Dean Parks, Lee Ritenour (titre 1)
- Basse : Leland Sklar, Abraham Laboriel, Neil Stubenhaus
- Claviers : Robbie Buchanan, Kevin Savigor
- Batterie : John Robinson, Mike Baird, Carlos Vega
- Percussions : Lenny Castro